# Зони (дем Горуша)
Вижте пояснителната страница за други значения на Зони.
Зо̀ни или Занско (на гръцки: Ζώνη; през 1927 – 1928 година: Γερακοχώρι, Геракохори; до 1927 година: Ζάντσικον, Занцикон) е село в Егейска Македония, Гърция, дем Горуша (Войо), област Западна Македония.

## География
Селото е разположено на 1050 m надморска височина, в източното подножие на планината Горуша (Войо), на 30-ина km западно от град Неаполи (Ляпчища) и около 25 km северозападно от село Цотили.

## История

### В Османската империя
Повечето от селищата около Занско са основани след 1700 година, когато турски ферман принуждава номадските селища да се обединят в едно за събиране на данъци. Според преданието Занско е основано в местността Каливия, двес в югозападната част на Зони, през 1780 – 1785 година. Създаването на новото селище за събиране на данъци от османците и защитата им от разбойнически нападения се свързва с потока от бягства към недостъпни места, който се увеличава през XVIII век.
Манастирската църква „Рождество Богородично“ югозападно от селото е от 1632 година. След западането на този манастир в 1799 година североизточно от селото е изградена „Въведение Богородично“. Енорийската църква „Св. св. Теодор Тирон и Теодор Стратилат“ е построена в началото на XIX век. Гробищната църква „Успение Богородично“ е обновена в XX век.
Според Васил Кънчов в 1900 година в Занско живеят 200 гърци християни.
На Етнографската карта на Битолския вилает на Картографския институт в София от 1901 година Занско е чисто гръцко село в казата Населица на Серфидженския санджак с 84 къщи.
В началото на XX век селото е под върховенството на Вселенската патриаршия. По данни на секретаря на Българската екзархия Димитър Мишев в селото има 420 гърци патриаршисти.
Според Георгиос Панайотидис, учител в Цотилската гимназия, Занцико (Ζάντσικον) е част от Костенарията и в 1910 година има 100 „гъркогласни“ семейства. В селото работи основно гръцко училище с 1 учител и 40 ученици и 10 ученички.
На етническата карта на Костурското братство в София от 1940 година, към 1912 година Занско е обозначено като гръцко селище.

### В Гърция
През Балканската война в 1912 година в селото влизат гръцки части и след Междусъюзническата в 1913 година Занско остава в Гърция. През 1927 година то е преименувано на Геракохори, а през следващата 1928 година – на Зони.
Населението традиционно произвежда жито, картофи и други земеделски продукти, като се занимава и със скотовъдство.
Край селото има църква „Свети Атанасий“.
| Име             | Име         | Ново име    | Ново име    | Описание                           |
| --------------- | ----------- | ----------- | ----------- | ---------------------------------- |
| Пезмо или Песмо | Πέσμο       | Агиос Илияс | Άγιος Ήλίας | връх в Одре на И от Зони (1116 m)  |
| Гремичово       | Γκρεμίτσοβο | Рахес       | Ράχες       | връх в Одре на ЮЗ от Зони (1130 m) |

| Година    | 1913 | 1920 | 1928 | 1940 | 1951 | 1961 | 1971 | 1981 | 1991 | 2001 | 2011 | 2021 |
| --------- | ---- | ---- | ---- | ---- | ---- | ---- | ---- | ---- | ---- | ---- | ---- | ---- |
| Население | 562  | 439  | 451  | 410  | 426  | 137  | 264  | 241  | 196  | 205  | 63   | 58   |